# Ouro (álbum)
Ouro é o primeiro álbum de estúdio do cantor brasileiro Vitão. Foi lançado em 17 de janeiro de 2020 pela Head Media e Universal. O álbum conta com participações de Anitta, Gaab, Rael, Day Limns, Hodari, Feid e Luccas Carlos.

## Antecedentes
Vitão anunciou a data do lançamento do álbum com um teaser postado nas redes sociais em 10 de janeiro de 2020. Em 14 de janeiro, Vitão revelou a capa do álbum.

## Singles
"Complicado" com a cantora Anitta foi lançado em 4 de outubro de 2019.
"7 Chamadas" em parceria com o cantor colombiano Feid foi lançando em 26 de novembro de 2019 como segundo single.
"Um Pouco de Você" foi lançada em 17 de janeiro de 2020 como terceiro single.

## Lista de faixas
Lista de faixas do Apple Music.
| N.º            | Título                                      | Compositor(es)                                                                              | Produtor(es)                | Duração |  |
| 1.             | "Um Pouco de Você"                          | Vitão Los Brasileros Day Limns Carol Biazin                                                 | Los Brasileros              | 2:42    |  |
| 2.             | "Tratamento Perfeito" (com part. de Hodari) | Vitão Hodari Go Dassisti Gee Rocha                                                          | Los Brasileros              | 3:34    |  |
| 3.             | "Maturidade" (com part. de Day Limns)       | Vitão Los Brasileros Day Limns                                                              | Los Brasileros              | 3:36    |  |
| 4.             | "Calma"                                     | Vitão Los Brasileros                                                                        | Los Brasileros              | 2:49    |  |
| 5.             | "Saudade" (com part. de Rael)               | Vitão Los Brasileros Rael                                                                   | Los Brasileiros             | 3:00    |  |
| 6.             | "Romeu e Julieta"                           | Vitão Los Brasileros                                                                        | Los Brasileros              | 3:28    |  |
| 7.             | "7 Chamadas" (com part. de Feid)            | Feid Los Brasileros Vitão Mosty                                                             | Los Brasileros              | 2:54    |  |
| 8.             | "Mais Tarde"                                | Vitão Los Brasileros                                                                        | Los Brasileros              | 2:49    |  |
| 9.             | "Complicado" (com part. de Anitta)          | Vitão Day Limns Diogo Piçarra Carol Biazin Dan Marcelinho Ferraz Los Brasileiros Pedro Dash | Los Brasileiros             | 2:59    |  |
| 10.            | "Alô" (com part. de Gaab e Luccas Carlos)   | Vitão Gaab Luccas Carlos Pedro Lotto Caio Paiva Douglas Moda Prateado                       | Los Brasileros White Monkey | 3:57    |  |
| Duração total: | Duração total:                              | Duração total:                                                                              | Duração total:              | 30:52   |  |